# Thomas Newcomen

Animation över Newcomens atmosfäriska ångmaskin.

Thomas Newcomen, född 24 februari[källa behövs] 1664 i Dartmouth, Devon, död 5 augusti 1729 i London, var en brittisk smed och uppfinnare. 

## Biografi
Newcomen var son till en köpman och blev själv järnhandlare och baptistisk lekmannapredikant.
Han anges ibland som industrialismens fader då han tillsammans med John Calley 1712 konstruerade den första praktiskt fungerande ångmaskinen utifrån Thomas Saverys och Denis Papins principer. Newcomens atmosfäriska ångmaskin blev dock en övergångsfas då senare maskiner byggde på James Watts konstruktion.
I Sverige konstruerade Mårten Triewald 1728 Sveriges första ångmaskin efter Newcomens mönster. 